# حيد وسط المحيط الهندي

خريطة أعماق منطقة وسط المحيط الهندي

حيد وسط المحيط الهندي (CIR) هو حيد محيطي يتجه بين الشمال والجنوب في غرب المحيط الهندي، وهو عبارة عن حيد يفصل الصفائح التكتونية بين الصفيحة الأفريقية والصفيحة الهندية الأسترالية. الجزء الشمالي للحيد يسمى أيضًا حيد كارلسبرغ [الإنجليزية].
يمتد حيد وسط المحيط الهندي شمالاً من تقاطع ذي نقطة ثلاثية بالقرب من جزيرة رودريغز (النقطة الثلاثية لجزيرة رودريغز) إلى تقاطع مع منطقة الصدع أوين (Owen Fracture Zone).